# Николаенко, Станислав Николаевич
Станисла́в Никола́евич Никола́енко (укр. Станіслав Миколайович Ніколаєнко; род. 9 февраля 1956) — украинский политический и государственный деятель. Ректор Национального университета биоресурсов и природопользования Украины. Министр образования и науки Украины (2005—2007). Лидер левоцентристской партии «Справедливость».
Лауреат премии Академическое недостоинство 2016 в номинации в номинации «Токсичный ректор».

## Трудовой путь
1991—1994 — зам. начальника управления образования Херсонской облгосадминистрации; доцент Херсонского педагогического института.
1994—1998 — Народный депутат Верховной рады Украины II созыва от СПУ. Секретарь Комитета по науке и народному образованию.
1998—2002 — Народный депутат Верховной рады Украины III созыва от СПУ. Секретарь Комитета по науке и образованию.
2002—2006 — Народный депутат Верховной рады Украины IV созыва от СПУ. Глава Комитета по науке и образованию.
2005—2007 — Министр образования и науки Украины в Правительствах Юлии Тимошенко, Виктора Януковича, Юрия Еханурова.
2006 — Народный депутат Верховной рады Украины V созыва от СПУ.
С 2005 года возглавляет Общественный Совет работников образования и науки Украины (ГРОНУ). Доктор педагогических наук (2009), профессор.
С 2009 года — Председатель левоцентристской партии «Справедливость».
С июня 2014 года — исполняющий обязанности ректора, а с августа 2015 — ректор Национального университета биоресурсов и природопользования Украины.
С. Николаенко был председателем учёного диссертационного совета Д 26.004.18, который присудил учёную степень доктора педагогических наук жене вице-премьера Украины Екатерине Кириленко, в диссертации которой впоследствии был выявлен плагиат. Впоследствии Николаенко также возглавлял учёный диссертационний совет, который оставил ей эту степень и приложил много усилий, чтобы закрыть глаза не только на масштабный плагиат в её докторской диссертации, но и плагиат в её монографии, плагиат в автореферате, а также учебнике, четырёх пособиях и ряде статей.
Иностранный член Российской академии образования с 1 апреля 2007 по 2022 год.

### Выявление плагиата
30 ноября 2016 года украинский учёный, доктор философских наук, профессор, член диссертационного совета КНУКиИ по защите докторских и кандидатских диссертаций по культурологии и искусствоведения Татьяна Пархоменко нашла плагиат в докторской диссертации Станислава Николаенко, который вставлял в свою работу иногда даже десятки страниц с чужих текстов.

## Политические убеждения
В 1991 году был одним из основателей Социалистической партии Украины. Четырежды избирался в Верховную Раду Украины (трижды по мажоритарному округу). В 2008 году стал одним из соавторов программы «Справедливая Украина». Придерживается идей европейского социализма и социал-демократии.
В 2009 году вместе с Александром Баранивским покинул Социалистическую партию Украины по причине несогласия с действиями руководства партии, в частности Александра Мороза. 4 апреля 2009 года принял предложение Ивана Чижа возглавить левоцентристскую партию «Справедливость». 17 декабря 2011 года состоялся объединительный съезд пяти левоцентристских партий — «Справедливость» (С.Николаенко), «Народна влада» (Й.Винский), Возрождения села (Д.Воронин), «Всеукраинский патриотический союз» (С.Ганжа), Украинская селянская демократическая партия (Д.Андриевский). Объединённая партия получила название «Объединенные левые и селяне», возглавил партию Станислав Николаенко, лидеры присоединившихся партий были избраны заместителями. В июне 2014 года партия вернулась к названию «Справедливость».